# 角羊舌鲆
角羊舌鲆（学名：Arnoglossus japonicus）,又名日本羊舌鮃、扁魚、皇帝魚、半邊魚、比目魚，为鲆科羊舌鲆属的鱼类。分布于北达日本南部以及广东、台湾到浙江等海区等，属于暖水性底层海鱼。该物种的模式产地在九州及骏河湾。體長可達17公分，棲息在沙石、泥底質底層水域，以底棲生物為食，生活習性不明。